# 카드리오르그궁
카드리오르그궁(에스토니아어: Kadrioru loss)은 에스토니아 탈린 카드리오르그에 있는 궁전이다. 이 궁전은 1718년부터 건설이 시작되어 1725년 완공되었다. 이 궁전은 현재 에스토니아 미술관의 한 분관인 카드리오르그 미술관(에스토니아어: Kadrioru kunstimuuseum)으로 사용되고 있으며, 16세기부터 20세기까지의 외국 미술을 전시하고 있다. 18세기부터 에스토니아 미술을 전시하는 이 박물관의 쿠무는 근처 카드리오르그 공원에 있다.